# Agustín Canobbio
Agustín Canobbio Graviz (Montevideo, 1998. október 1. –) uruguayi válogatott labdarúgó, az Athletico Paranaense játékosa. Apja, Osvaldo Canobbio.

## Pályafutása

### Klubcsapatokban
2016. augusztus 30-án debütált a Fénix csapatában a Cerro ellen Lucas López cseréjeként. 2018 januárjában a Peñarol csapatához igazolt. 2020-ban visszatért a Fénix csapatához. A következő szezont már ismét a Peñarol labdarúgójaként kezdte meg. 2022 márciusában a brazil Athletico Paranaense csapatába igazolt.

### A válogatottban
Részt vett a 2017-es Dél-amerikai U20-as labdarúgó-bajnokságon és a 2017-es U20-as labdarúgó-világbajnokságon, előbbi tornán aranyérmesként távozott. 2022. január 28-án mutatkozott be a felnőtt válogatottban Paraguay elleni 2022-es labdarúgó-világbajnokság-selejtező találkozón. Részt vett a 2022-es labdarúgó-világbajnokságon.

## Sikerei, díjai

### Klub
- Peñarol
  - Uruguayi Primera División: 2018, 2021
  - Supercopa Uruguaya: 2018, 2022

### Válogatott
- Uruguay U20
  - Dél-amerikai U20-as labdarúgó-bajnokság: 2017